# Восика (Минесота)
Восика (енгл. Waseca) град је у америчкој савезној држави Минесота.

## Демографија
По попису из 2010. године број становника је 9.410, што је 917 (10,8%) становника више него 2000. године.
| Група             | 2000.         | 2010.         |
| Белци             | 7.800 (91,8%) | 7.860 (83,5%) |
| Афроамериканци    | 118 (1,4%)    | 350 (3,7%)    |
| Азијати           | 49 (0,6%)     | 93 (1,0%)     |
| Хиспаноамериканци | 433 (5,1%)    | 845 (9,0%)    |
| Укупно            | 8.493         | 9.410         |